# Zombie Nation
Zombie Nation är ett tyskt techno-projekt. Det startades 1999 av Florian "Splank" Senfter och Emanuel "Mooner" Günther, båda från München. Deras mest kända verk, låten "Kernkraft 400" fanns med på albumet Leichenschmaus samma år. Kernkraft 400 är en cover på låten "Star Dust" av David Whittaker från Commodore 64-spelet Lazy Jones som kom ut 1984.
Sedan 2000, då Mooner hoppade av, har bandet varit Senfters soloprojekt.

## Diskografi

### Album
- 1999 - Leichenschmaus (Gigolo 028)
- 2003 - Absorber (Dekathlon 010)
- 2006 - Black Toys (UKW 5)
- 2009 - Zombielicious (UKW 12)

### EP
- 1999 - Kernkraft 400, EP (Gigolo 019)
- 2001 - Unload (Gigolo 082)
- 2003 - Souls at Zero, 12" (+Sven Väth Remix) (Dekathlon 009)
- 2003 - The Cut, 12" + DJ Naughty Remix (Dekathlon 012)
- 2005 - Paeng Paeng, 12" (UKW-2 // ltd. 500)
- 2005 - Paeng Paeng +  Meatmaster Jack, 12" (Cocoon Records 17)
- 2006 - Money Talks, 12"(UKW 3)
- 2007 - Gizmode, 12" (UKW 8)
- 2007 - Lower State of Consciousness, 12" (UKW/Turbo) som ZZT med Tiga inklusive Justice Remix.
- 2008 - The Worm, 12" (UKW/Turbo) som ZZT med Tiga inklusive Erol Alkan Remix.
- 2008 - Forza, 12", remixer av Fukkk Offf och Housemeister (UKW 10)
- 2008 - Worth It, 12" (UKW 11)

### Remixer
- 1999 Dakkar & Grinser – "Take me naked" (DiskoB 087)
- 1999 Phillip Boa and the Voodoclub – "So What" (BMG Ariola)
- 1999 Sexual Harassment – "I need a freak" (Lasergun Rec.Lasergun 003)
- 1999 Frankie Bones – "My house is your house" (Bash Rec.  bash 004)
- 2001 Takkyu Ishino – "Suck me Disko" (Zomba Rec. EXEC 08)
- 2001 I-F – "Space Invaders are smoking grass" (Loaded/Eastwest Leaded 012)
- 2001 Ladytron – "Playgirl" (Labels/Virgin LC03098)
- 2002 Colonel Abrahms – "Trapped" (eastwest UPUS011.03)
- 2002 Divine – "Native Love" (Gigolo/EDM 090)
- 2002 AFA / Human League – "Being Boiled" (Edel 0141690CLU)
- 2002 My Robot Friend – "The Fake" (Dekathlon 002)
- 2002 Gater – "Taboo" (Dekathlon 003)
- 2002 Acid Scout – "Sexy Robot" (Kurbel 027)
- 2003 My Robot Friend – "Walt Whitman" (Dekathlon 008)
- 2004 NAM:LIVE – "The Church of NAM" (Dekathlon 013)
- 2004 Codec & Flexor – "Time has changed" (Television 08)
- 2007 Headman – "On" (Relish)
- 2008 The Presets – "This Boy's in Love" Modular
- 2008 Three 6 Mafia – "Last 2 Walk" (Columbia)
- 2009 Adam Freeland – "Under Control" (Marine Parade)
- 2009 Kid Sister – "Get Fresh" (Fools Gold)

### Singlar
- 1999 Kernkraft 400 (#2 UK, #22 Tyskland, #1 Grekland, #100 Frankrike)